# Andrzej Mikołajczyk (archeolog)
Andrzej Mikołajczyk (ur. 20 marca 1948 w Zgierzu, zm. 16 stycznia 1991 w Łodzi) – polski archeolog i muzealnik, doktor habilitowany nauk humanistycznych. W latach 1979–1991 dyrektor Muzeum Archeologicznego i Etnograficznego w Łodzi. 

## Życiorys
Absolwent studiów z archeologii na Uniwersytecie Łódzkim (1970). W tym samym roku rozpoczął pracę w Muzeum Archeologicznym i Etnograficznym w Łodzi. W 1976 uzyskał tytuł naukowy doktora  na podstawie pracy Ceramika datowana skarbami monet z XIV-XVIII w. z terenów ziem polskich. W 1976 awansował na stanowisko dyrektora Muzeum Archeologicznego i Etnograficznego w Łodzi. Jednocześnie w 1981 uzyskał tytuł naukowy doktora habilitowanego. W 1990 został rajcą Rady Miejskiej w Łodzi. Zmarł nagle w 1991 roku.
Jest autorem 10 książek, 11 przewodników po wystawach muzealnych i około 400 artykułów, z których znaczna liczba wydrukowana została w językach obcych lub poza granicami kraju (w ZSRR, Czechosłowacji, Wielkiej Brytanii, Hiszpanii, Portugalii, Włoszech, Niemczech, Norwegii, Danii, Szwecji, na Kubie i na Węgrzech). 
Był twórcą Międzymuzealnego Kolegium Numizmatycznego, członkiem Polskiego Towarzystwa Numizmatycznego, Polskiego Komitetu Narodowego ICOM. Również z jego inicjatywy powstał w roku 1990 Związek Muzeów Polskich.
Został pochowany na cmentarzu św. Rocha na Radogoszczu w Łodzi.